# Победнице светских првенстава у атлетици на отвореном — троскок
Дисциплина троскок у женској конкуренцији уврштена је у програм светских првенстава на отвореном од 4. Светског првенства на отвореном 1993. у Штутгарту.
Закључно са Светским првенством 2019. у Дохи, медаље су освајале представнице 14 земаља, а највише успеха имале су представнице Русије са 9 освојених медаља, од тога 3 златне, 3 сребрне и 3 бронзане. Најуспешнија појединачна је Венецуеланка Јулимар Рохас са четири узастопе златне медаље. Иза ње је Колумбијка Катерин Ибаргвен са 5 медаља: 2 златне, 1 сребрна и 2 бронзане. Актуелни светски рекорд износи 15,74 метара. Постигла га је Јулимар Рохас у Београду 2022. године.
Победнице светских првенстава у дисциплини троскок за жене, наведене су у следећој табели са резултатима које су постигле. Резултати су дати у метрима.

## Освајачице медаља на СП - троскок
| Светско првенство       |                            | Резултат      |                                  | Резултат  |                                           | Резултат |
| Штутгарт 1993. детаљи   | Ана Бирјукова Русија       | 15,09 СР, РСП | Јоланда Чен Русија               | 14,70     | Ива Пранџева Бугарска                     | 14,23    |
| Гетеборг 1995. детаљи   | Инеса Кравец Украјина      | 15,50 СР, РСП | Ива Пранџева Бугарска            | 15,18     | Ана Бирјукова Русија                      | 15,08    |
| Атина 1997. детаљи      | Шарка Кашпаркова Чешка     | 15,20         | Родика Матеску-Петреску Румунија | 15,16     | Јелена Говорова Украјина                  | 14,67    |
| Севиља 1999. детаљи     | Параскеви Цијелита Грчка   | 14,88         | Јамиле Алдама Куба               | 14,61     | Олга Васдеки Грчка                        | 14,61    |
| Едмонтон 2001. детаљи   | Татјана Лебедева Русија    | 15,25         | Франсоаз Мбанго Етон Камерун     | 14,60     | Тереза Маринова Бугарска                  | 14,58    |
| Париз 2003. детаљи      | Татјана Лебедева Русија    | 15,18         | Франсоаз Мбанго Етон Камерун     | 15,05 АФР | Магдален Мартинез Италија                 | 14,90    |
| Хелсинки 2005. детаљи   | Триша Смит Јамајка         | 15,11         | Јархелис Савињ Куба              | 14,82     | Ана Пјатих Русија                         | 14,78    |
| Осака 2007. детаљи      | Јархелис Савињ Куба        | 15,28         | Татјана Лебедева Русија          | 15,07     | Хрисопији Девеџи Грчка                    | 15,04    |
| Берлин 2009. детаљи     | Јархелис Савињ Куба        | 14,95         | Мабел Гај Куба                   | 14,61     | Ана Пјатих Русија                         | 14,58    |
| Тегу 2011. детаљи       | Олга Саладуха Украјина     | 14,94         | Олга Рипакова Казахстан          | 14,89     | Катерин Ибаргвен Колумбија                | 14,84    |
| Москва 2013. детаљи     | Катерин Ибаргвен Колумбија | 14,85         | Јекатарина Конева Русија         | 14,81     | Олга Саладуха Украјина                    | 14,65    |
| Пекинг 2015. детаљи     | Катерин Ибаргвен Колумбија | 14,90         | Ана Књазјева-Миненко Израел      | 14,78 НР  | Олга Рипакова Казахстан                   | 14,77    |
| Лондон 2017. детаљи     | Јулимар Рохас · Венецуела  | 14,91         | Катерин Ибаргвен · Колумбија     | 14,89     | Олга Рипакова · Казахстан                 | 14,77    |
| Доха 2019. детаљи       | Јулимар Рохас · Венецуела  | 15,37         | Шаника Рикетс · Јамајка          | 14,92     | Катерин Ибаргвен · Колумбија              | 14,73    |
| Јуџин 2022. детаљи      | Јулимар Рохас · Венецуела  | 15,47         | Шаника Рикетс · Јамајка          | 14,89     | Тори Френклин · Сједињене Америчке Државе | 14,72    |
| Будимпешта 2023. детаљи | Јулимар Рохас · Венецуела  | 15,08         | Марина Бек-Романчук Украјина     | 15,00     | Лејанис Перез Хернандез Куба              | 14,96    |
| Токио 2025              |                            |               |                                  |           |                                           |          |

## Биланс медаља
(стање после СП 2023.)
|     | Држава           |    |    |    |    |
| --- | ---------------- | -- | -- | -- | -- |
| 1.  | Венецуела        | 4  | -  | -  | 4  |
| 2.  | Русија           | 3  | 3  | 3  | 9  |
| 3.  | Куба             | 2  | 3  | 1  | 6  |
| 4.  | Колумбија        | 2  | 1  | 2  | 5  |
| 4.  | Украјина         | 2  | 1  | 2  | 5  |
| 6.  | Јамајка          | 1  | 2  | -  | 3  |
| 7.  | Грчка            | 1  | -  | 2  | 3  |
| 8.  | Чешка            | 1  | -  | -  | 1  |
| 9.  | Камерун          | -  | 2  | -  | 2  |
| 10. | Бугарска         | -  | 1  | 2  | 3  |
| 10. | Казахстан        | -  | 1  | 2  | 3  |
| 12. | Румунија         | -  | 1  | -  | 1  |
| 12. | Израел           | -  | 1  | -  | 1  |
| 14. | Италија          | -  | -  | 1  | 1  |
| 14. | Сједињене Државе | -  | -  | 1  | 1  |
|     | Укупно (15)      | 16 | 16 | 16 | 48 |

|     | Атлетичарка          | Земља     |   |   |   |   |
| --- | -------------------- | --------- | - | - | - | - |
| 1.  | Јулимар Рохас        | Венецуела | 4 | 0 | 0 | 4 |
| 2.  | Катерин Ибаргвен     | Колумбија | 2 | 1 | 2 | 5 |
| 3.  | Татјана Лебедева     | Русија    | 2 | 1 | 0 | 3 |
| 3.  | Јархелис Савињ       | Куба      | 2 | 1 | 0 | 3 |
| 5.  | Ана Бирјукова        | Русија    | 1 | 0 | 1 | 2 |
| 5.  | Олга Саладуха        | Украјина  | 1 | 0 | 1 | 2 |
| 5.  | Ива Пранџева         | Бугарска  | 1 | 0 | 1 | 2 |
| 8.  | Франсоаз Мбанго Етон | Камерун   | 0 | 2 | 0 | 2 |
| 8.  | Шаника Рикетс        | Јамајка   | 0 | 2 | 0 | 2 |
| 10. | Олга Рипакова        | Казахстан | 0 | 1 | 2 | 3 |
| 11. | Ана Пјатих           | Русија    | 0 | 0 | 2 | 2 |

Легенда: СР = Светски рекорд, РСП = Рекорд светских првенстава, ЕР = Европски рекорд, РЈА = Рекорд Јужне Америке, СРС = Светски рекорд сезоне (најбоље време сезоне на свету), РС = Рекорд сезоне (најбоље време сезоне), НР = Национални рекорд, ЛР = Лични рекорд